# Schussenrieder Straße 8 (München)

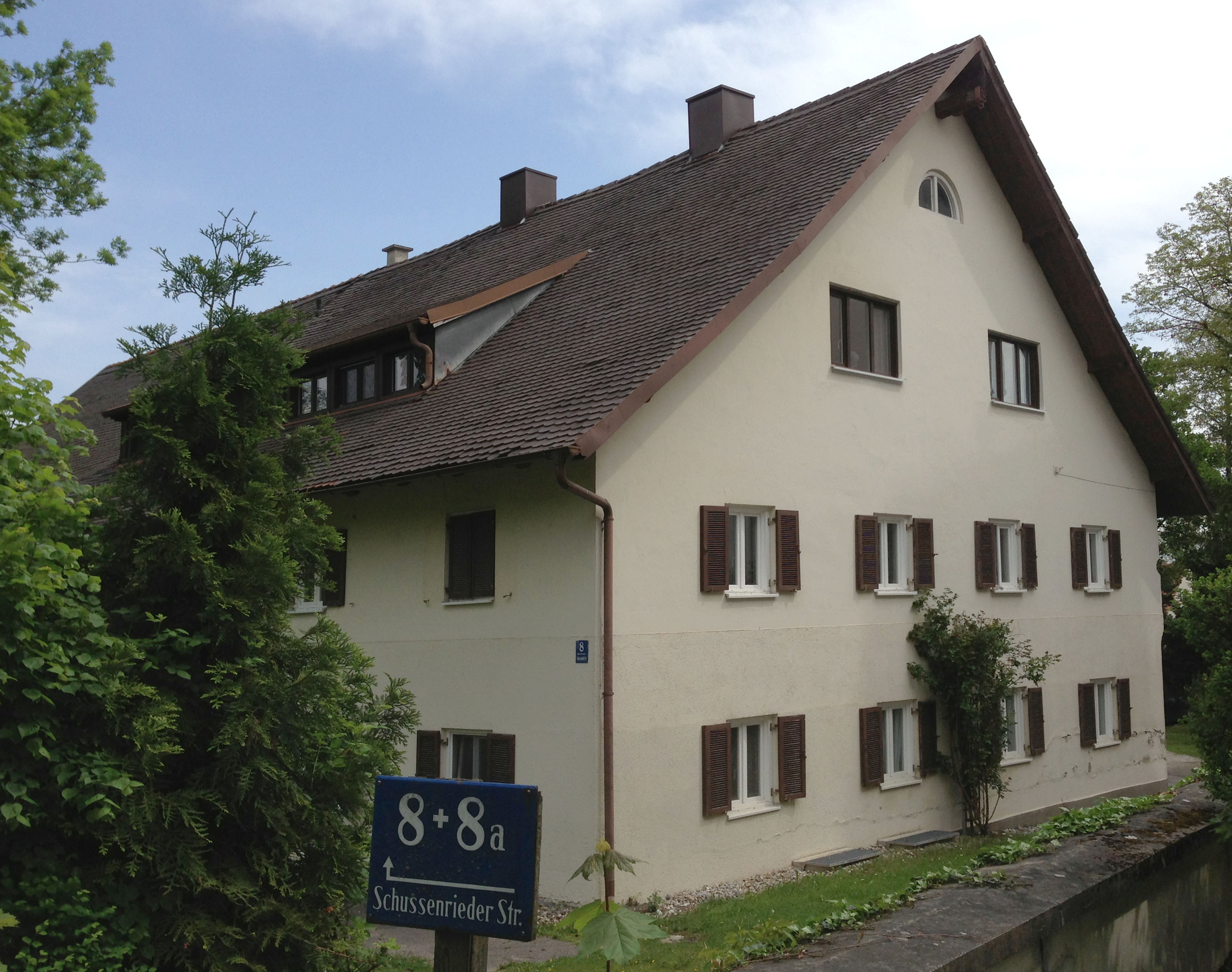
Ehemaliges Bauernhaus Schussenrieder Straße 8 in Lochhausen

Schussenrieder Straße 8 ist ein ehemaliges Bauernhaus in München. Es ist als Baudenkmal in die Bayerische Denkmalliste eingetragen.

## Beschreibung
Das Haus liegt im Münchner Stadtteil Lochhausen direkt nördlich der Pfarrkirche St. Michael. Der zweigeschossige Bau ist ein Einfirsthof mit einem breiten Satteldach. Er stammt im Kern aus der Zeit nach 1842 und ist der einzige noch erhaltene Rest der ursprünglichen landwirtschaftlichen Bebauung des Ortskerns von Lochhausen. Der ehemalige Wohnteil ist nach Süden ausgerichtet und der Kirche zugewandt, der umgebaute Wirtschaftsteil zeigt nach Norden.